# Kazahsztán a Junior Eurovíziós Dalfesztiválokon
Kazahsztán öt alkalommal vett részt 2018 és 2022 között a Junior Eurovíziós Dalfesztiválon.
A kazak műsorsugárzó a Khabar Agency, amely még egyelőre csak megfigyelő tagja az Európai Műsorsugárzók Uniójának, de 2018-ban csatlakozott a versenyhez közösen Wales-el. Kazahsztán így az egyike azoknak az országnak, amelyek előbb vettek részt a Junior Eurovíziós Dalfesztiválon, mint a felnőtt versenyen: Szerbia előbbin 2006-ban, utóbbin 2007-ben debütált. A másik ilyen ország Fehéroroszország, mely 2003-ban csatlakozott a gyerekek, és egy évvel később a felnőttek versenyéhez.

## Története

### Évről évre

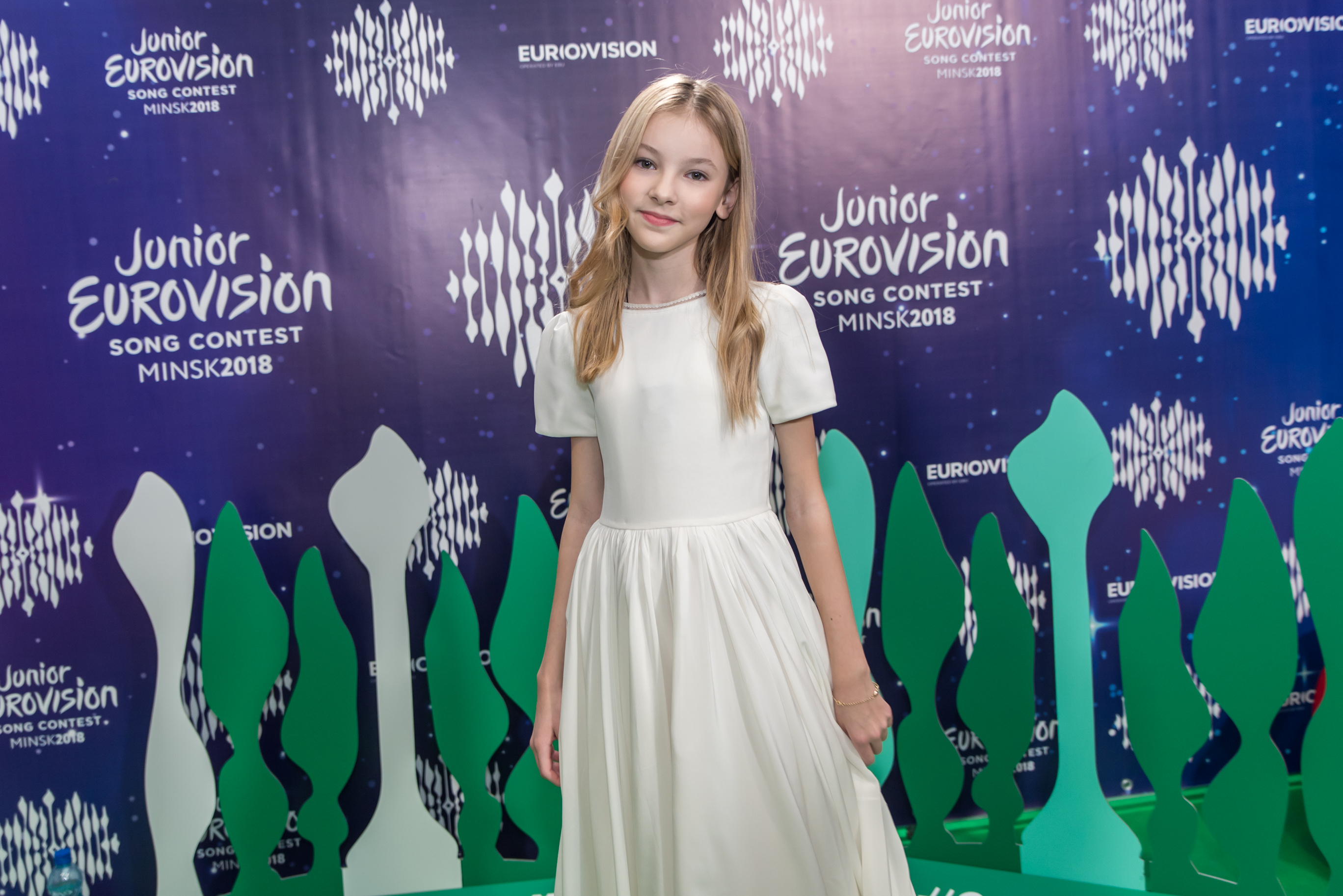
Kazahsztán első versenyzője, Daneliya Tuleshova.

A dalfesztivált korábban közvetítették már, 2017-ben, de ekkor még nem indítottak versenyzőt. Az ország valaha volt első indulása az eurovíziós programcsalád műsorai közül a 2018-as Junior Eurovíziós Dalfesztiválon való szereplés volt a fehérorosz fővárosban, Minszkben. Első résztvevőjük Daneliya Tuleshova volt Ózińe sen (Seize the Time) című dalával, aki hatodik helyen végzett, majd egy évvel később eddig legjobb eredményüket érték el Erjan Maksımmal és az Armanyńnan qalma című dallal, hiszen második helyen zártak. A zsűri szavazást ők nyerték 148 ponttal, de az internetes szavazás során csak az ötödik helyen végeztek 79 ponttal. Végül 227 ponttal zárták a versenyt, 51 ponttal kevesebb pontot szereztek, mint a győztes Lengyelország. 
A 2020-as versenyen Karakat Bashanova szintén második helyezett lett Forever című dalával. Az énekes végül 152 ponttal zárta a versenyt, 48 ponttal lemaradva a győztes Franciaországtól. A következő évben nyolcadik helyen végeztek, majd 2022-ben megszerezték eddigi legrosszabb eredményüket, utolsó előtti helyen végeztek. 2023-ban visszalépnek a versenytől.

### Nyelvhasználat
Kazahsztán öt versenydala közül négy kazak és angol, és egy kazak, angol és francia kevert nyelven hangzott el.

### Nemzeti döntő
Kazahsztán egyike azoknak az országoknak, amelyek rendeznek nemzeti döntőt a Junior Eurovíziós indulójuk kiválasztásához. A kazak nemzeti döntőnek külön elnevezése nincsen, viszont az ország debütálása óta, 2019-et kivéve, minden alkalommal ennek segítségével választották ki indulójukat. Az első nemzeti döntőre 2018. szeptember 22-én került sor. A műsort az ország legnagyobb befogadóképességgel bíró arénájában rendezték Almatiban. Mindössze egy döntőt rendeztek, ahol összesen tíz versenyző szerepelt. A végeredményt a nézők és egy szakmai zsűri szavazatai alakították ki.
2019-ben a belső kiválasztás mellett döntöttek. A kazak előadót július 29-én jelentették be, míg a versenydalt október 10-én hozták nyilvánosságra.
2020-ban egy év kihagyás után ismét rendeztek kazak döntőt. Újításként bevetettek egy online fordulót, ahol harminc előadóra szavazhattak a nézők. A műsorba a tizenkét legmagasabb szavazatot kapott előadó jutott tovább, akiknek a sorsáról a nézők és a szakmai zsűri döntött. A következő évben ugyanezzel a módszerrel választanak indulót, viszont a döntő résztvevőinek számát tízre csökkentik.

## Résztvevők
| Év   | Előadó                              | Dal                        | Magyar fordítás                | Helyezés | Pontszám |
| ---- | ----------------------------------- | -------------------------- | ------------------------------ | -------- | -------- |
| 2018 | Daneliya Tuleshova                  | Ózińe sen (Seize the Time) | Te magad (Ragadd meg az időt!) | 6.       | 171      |
| 2019 | Erjan Maksım                        | Armanyńnan qalma           | Ne pazarold az álmaidat        | 2.       | 227      |
| 2020 | Karakat Bashanova                   | Forever                    | Örökké                         | 2.       | 152      |
| 2021 | Beknur Jánibekuly és Alinur Khamzin | Ertegı älemı (Fairy World) | Mesevilág                      | 8.       | 121      |
| 2022 | David Charlin                       | Jer-Ana (Mother Earth)     | Anyatermészet                  | 15.      | 45       |
|      |                                     |                            |                                |          |          |

## Szavazástörténet

### 2018–2022
| Hely | Ország           | Pont |
| ---- | ---------------- | ---- |
| 1.   | Grúzia           | 30   |
| 2.   | Franciaország    | 25   |
| 3.   | Lengyelország    | 24   |
| 4.   | Örményország     | 23   |
| 5.   | Oroszország      | 23   |
| 6.   | Ukrajna          | 23   |
| 7.   | Olaszország      | 15   |
| 8.   | Fehéroroszország | 14   |
| 9.   | Spanyolország    | 13   |
| 8.   | Észak-Macedónia  | 12   |

| Hely | Ország           | Pont |
| ---- | ---------------- | ---- |
| 1.   | Oroszország      | 39   |
| 2.   | Grúzia           | 31   |
| 3.   | Málta            | 30   |
| 4.   | Szerbia          | 29   |
| 5.   | Fehéroroszország | 28   |
| 6.   | Ukrajna          | 28   |
| 7.   | Hollandia        | 25   |
| 8.   | Lengyelország    | 22   |
| 9.   | Spanyolország    | 18   |
| 10.  | Azerbajdzsán     | 16   |

Kazahsztán sosem adott pontot a döntőben a következő országnak: Wales
Kazahsztán sosem kapott pontot a döntőben a következő országoktól: az Egyesült Királyság és Izrael

## Háttér
| 2017 | Tbiliszi | N/A                                              | Nem vettek részt                                 |                                                  |                                                  |
| 2018 | Minszk   | N/A                                              | Aruzhan Hafiz                                    |                                                  |                                                  |
| 2019 | Gliwice  | Kaldybek Zhaisanbai és Mahabbat Esen             | Aruzhan Hafiz                                    |                                                  |                                                  |
| 2020 | Varsó    | Kaldybek Zhaisanbai és Mahabbat Esen             | Saniya Zholzhaxynova                             |                                                  |                                                  |
| 2021 | Párizs   | Kaldybek Zhaisanbai és Mahabbat Esen             | Zere Kabdolla                                    |                                                  |                                                  |
| 2022 | Jereván  | Kaldybek Zhaisanbai és Mahabbat Esen             | Hallash                                          |                                                  |                                                  |
| 2023 | Nizza    | Dinara Sadu és Yerdana Yerzhuanuly               | Nem vettek részt                                 |                                                  |                                                  |
| 2024 | Madrid   | Nem vettek részt és nem közvetítették a versenyt | Nem vettek részt és nem közvetítették a versenyt | Nem vettek részt és nem közvetítették a versenyt | Nem vettek részt és nem közvetítették a versenyt |

## Galéria

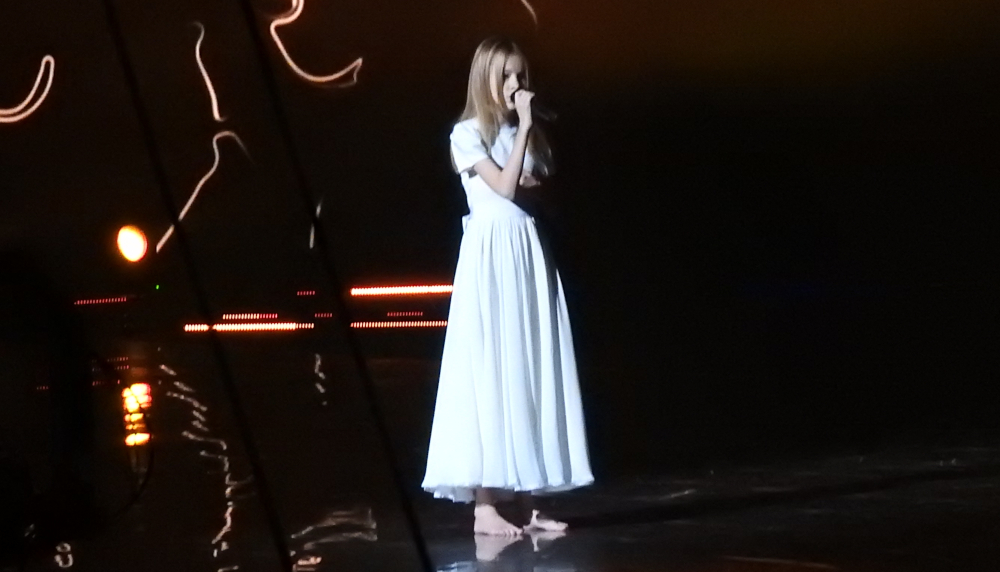
Daneliya Tuleshova Minszkben (2018)
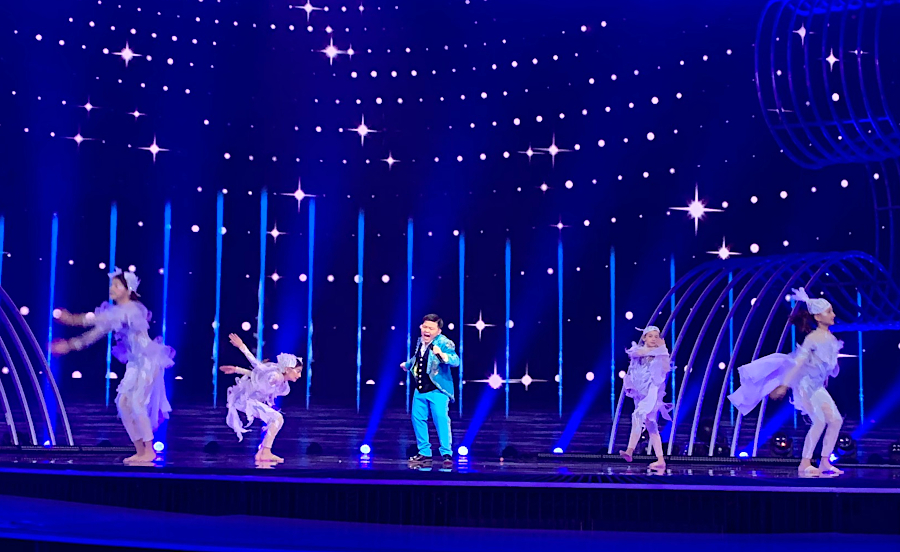
Erjan Maksım Gliwicében (2019)
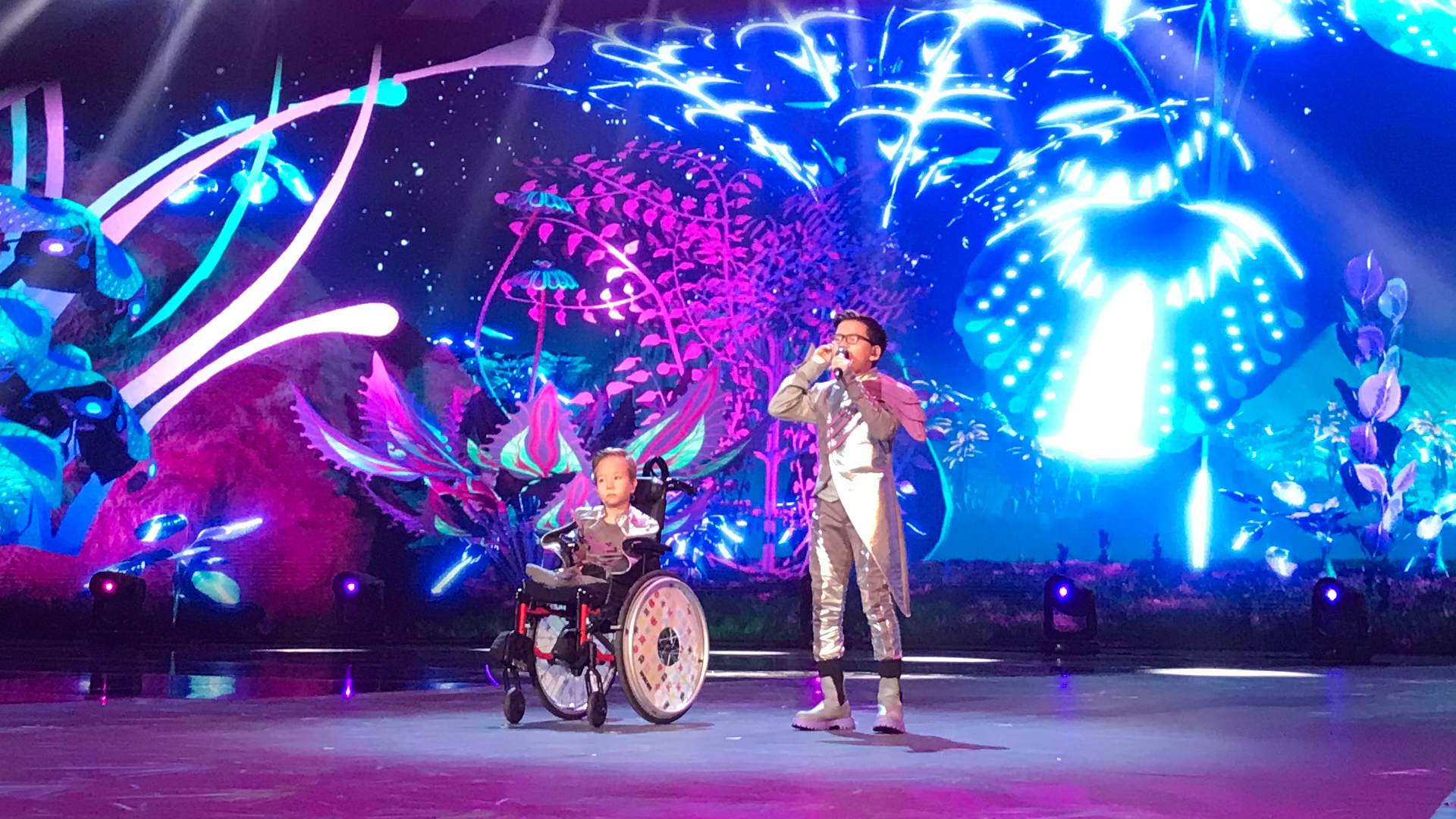
Beknur Jánibekuly és Alinur Khamzin Párizsban (2021)